# Hedyotis megalantha
Hedyotis megalantha är en måreväxtart som beskrevs av Elmer Drew Merrill. Hedyotis megalantha ingår i släktet Hedyotis och familjen måreväxter. Inga underarter finns listade i Catalogue of Life.